# (177065) 2003 FP7
(177065) 2003 FP7 (2003 FP7, 2005 SX197) — астероїд головного поясу, відкритий 30 березня 2003 року.
Тіссеранів параметр щодо Юпітера — 3,231.